# 갭이어
갭이어(Gap year)는 학생들이 학업을 쉬는 기간으로, 주로 고등학교를 마친 후나 대학원 진학 전에 갖는다. 이 기간 동안 학생들은 여행, 일, 자원봉사, 강좌 수강 등 다양한 교육 및 개발 활동에 참여한다. 갭이어는 1년으로 제한되지 않으며, 몇 달부터 몇 년까지 다양하다.
갭이어 동안 수행하는 활동은 개인의 관심사와 목표에 따라 크게 달라진다. 일부 학생은 수학이나 어학 등 학업 능력을 향상하기 위해 강좌를 수강하기도 하고, 다른 학생은 기술을 배우거나 예술을 추구하거나 스포츠에 참여할 수 있다. 자원봉사 활동 또한 학생들에게 지역사회에 기여하고 귀중한 경험을 얻을 수 있게 해주는 인기 있는 선택지이다. 학생들은 갭이어 활동 자금을 마련하거나 미래의 교육 및 개인 경비를 준비하기 위해 일하기도 한다.
연구에 따르면 갭이어를 가진 학생들은 그렇지 않은 학생들보다 학업 성취도가 더 높은 경향이 있다. 그러나 일부 부모는 자녀가 처음 계획한 기간이 끝난 후 학업을 재개하기보다 계속해서 학업을 미룰까 봐 걱정할 수 있다.

## 설명
갭이어는 “보통 고등학교를 졸업한 후, 진로 또는 고등 교육 전에 실용적, 직업적, 개인적 인식을 심화하기 위해 가지는 경험 학습 학기 또는 연도”로 묘사된다. 이 기간 동안 학생들은 인턴제, 직업 경험, 여행, 자원봉사, 문화 교류 참여, 예술 공부 또는 기술 습득 등 다양한 교육, 업무 관련, 개발 활동에 참여한다. 갭이어는 구조화된 프로그램부터 개인적인 탐색까지 다양한 형태로 나타나지만, 갭이어를 가지는 목적은 보통 젊은이들이 더 깊은 자기 이해를 얻고, 세계관을 확장하며, 전통적인 학업 경험 사이에서 재충전하는 공통적인 필요에 기반을 둔다. 한편, 대학 또는 고용 신청 불합격으로 인해 고등학생들이 갭이어를 선택하게 되기도 한다.
갭이어를 가지는 것은 학업 경로와 경력 궤도에 상당한 이점을 줄 수 있다. 이 휴식 기간은 대학생들이 "번아웃"되거나 건강하지 못한 스트레스로 인해 방종한 행동에 빠지는 것을 방지하는 데 도움을 줄 수 있다. 이 기간 동안 학생들은 대학에 진학하기 전에 다양한 관심사를 탐색하면서 경험과 성숙함을 얻을 수 있다. 이는 젊은이들에게 추구하고자 하는 진로에 대해 정보에 입각한 선택을 할 시간을 주고, 학문적 이론에 부합하는 현실 세계의 경험을 제공한다. 갭이어와 유사한 안식년 경험은 전 세계적으로 인기가 있지만(아래 국가별 사례에서 볼 수 있듯이), 미국에서는 이제 막 인기를 얻기 시작하고 있다. 미국 대학에서 실시한 연구에 따르면 갭이어를 가진 학생들의 평균 학점은 그렇지 않은 학생들의 평균 학점보다 훨씬 높다. 갭이어를 가지는 것의 긍정적인 결과를 지지하는 많은 증거가 있음에도 불구하고, 개선의 여지는 남아있다. 갭이어 경험이 주로 "수단"이 있는 학생들에게 맞춰져 있기 때문이다. 일부는 여전히 반대 의견을 주장하는데, 부모들은 학업에서 1년을 쉬는 것이 학생의 집중력을 깨고 재충전하기보다 그들의 경로를 망칠 가능성이 있다고 우려한다. 궁극적으로는 갭이어라는 개념이 학생들이 성인기로의 순조로운 전환에 필요한 독립성을 얻는 데 도움이 되기 때문에 점차 확산되고 있다.

## 역사
갭이어는 1960년대 젊은 베이비붐 세대가 침묵 세대의 전쟁의 혹독함에서 벗어나고 싶어 하면서 처음 보편화되었다. 처음에는 갭이어의 주요 목적이 미래의 전쟁을 막기 위해 국가들이 문화적 이상을 교환하는 것이었다. 이 교환의 결과로 갭이어 산업이 성장했다.
1960년대와 1970년대 갭이어 기업의 등장은 갭이어 산업의 시작을 알렸다. 탑덱(Topdeck), 플라이트 센터(Flight Centre), 롤리 인터내셔널(Raleigh International)과 같은 조직의 장기적인 성공으로 갭이어 산업은 빠르게 발전했다. 1967년, 니콜라스 맥린-브리스톨(Nicholas Maclean-Bristol)은 프로젝트 트러스트(Project Trust)를 설립하여 영국에서 에티오피아로 세 명의 자원봉사자를 파견했다. 이 프로젝트의 목표는 해당 국가의 발전을 돕는 동시에 자원봉사자들의 역량을 키우는 것이었다. 1972년에는 갭 액티비티 프로젝트(Gap Activity Projects, 현재 래티튜드 글로벌 자원봉사(Lattitude Global Volunteering)가 설립되어 영국 청소년들을 전 세계로 보내 갭이어 경험을 하게 했다. 여전히 "갭퍼(Gappers)"라고 불리는 이들의 참여는 고등학교와 대학 사이의 1년을 갭이어로 명명하는 데 크게 기여했다. 1973년, 그레이엄 터너(Graham Turner)는 버스를 구입하고 카트만두행 티켓을 판매하면서 갭이어 산업을 혁신했다. 이는 터너가 오늘날 성공적인 갭이어 기업인 탑덱(Topdeck)과 플라이트 센터(Flight Centre)를 설립하는 계기가 되었다. 1978년, 웨일스 공과 존 블래시포드-스넬(John Blashford-Snell) 대령은 현재 롤리 인터내셔널(Raleigh International)로 알려진 프랜시스 드레이크 경의 항로를 따라 전 세계를 항해하는 원정인 오퍼레이션 드레이크(Operation Drake)를 시작했다.
1969년, 최초의 갭이어 조직이 우스터에 설립되었다. 다이나미(Dynamy)라고 불리는 이 조직은 젊은이들에게 자신감과 더 큰 공동체에서의 역할을 가르치려는 목적으로 설립되었다. 1980년대, 코르넬리우스 H. 불(Cornelius H. Bull)은 미국에서 학생들이 개별적인 성장을 위한 더 많은 시간을 가질 수 있도록 갭이어 개념을 장려했다. 코르넬리우스는 학생들이 고등학교와 대학 사이에 더 실용적인 기술을 개발하는 데 도움이 될 다리가 필요하다고 보았다. 이를 위해 그는 1980년에 자기 인식을 높이고 새로운 문화적 관점을 개발하는 것을 목표로 하는 Interim Programs 센터를 설립했다.
현대의 갭이어 개척자는 피터 페드릭(Peter Pedrick)과 톰 그리피스(Tom Griffiths)였다. 그들은 1998년 gapyear.com을 출시하며 갭이어 시장을 웹으로 가져왔다. 그들은 최초의 소셜 미디어 웹사이트 중 하나를 만들었고 수집된 데이터와 통계를 사용하여 신문, 라디오, TV 인터뷰에서 개념을 적극적으로 홍보했다. 그들은 책을 쓰고, 갭이어 매거진(2002-2012년 발행)을 발행했으며, 오늘날 국제 갭이어 산업의 뼈대를 이루는 제품, 서비스, 문구, 개념을 발명했다.

## 장점과 단점

### 장점
개인적 성장: 학생들은 교육에 목적이 없다고 느낄 때 종종 파괴적인 행동에 가담한다. 갭이어는 학생들이 경험을 얻고 미래에 대한 명확한 목표를 개발할 수 있도록 돕는다.
학업 성과: 갭이어를 가진 학생들은 종종 학업적으로 더 나은 성과를 보이며, 그 이점은 학업 경력 내내 지속된다.
직업 준비: 갭이어는 학생들이 경력 목표를 명확히 하는 데 도움이 되는 실질적인 경험을 제공한다. 인턴제, 자원봉사 또는 직업 기회는 학생들에게 입학 과정에서 경쟁 우위를 제공할 수도 있다. 갭이어 협회(Gap Year Association)는 갭이어 참가자의 90%가 "비판적 사고, 문제 해결, 의사 결정 기술" 개발에 도움이 되었다고 보고했으며, 이 모든 기술은 어떤 경력 경로에도 중요하다.

### 단점
재정적 제약: 갭이어는 매우 비쌀 수 있다. 여행, 프로그램 비용, 생활비는 빠르게 불어날 수 있어 저소득층 가정에게는 접근하기 어려운 선택지가 될 수 있다.
영국에서는 이로 인해 유니버설 크레딧(Universal Credit)과 같은 복리후생을 잃을 수 있으며, DWP(고용연금부)로부터 심각한 복리후생 제재를 받을 가능성도 있다.
학업 동력 상실: 제대로 구조화되지 않은 갭이어는 개인이 생산성 없이 시간을 낭비할 수 있다. 학업을 1년 쉬는 것은 학생들이 고등학교 때 형성한 습관을 쉽게 잃게 하여, 더 구조화된 학업 환경에 재통합할 수 없게 되어 대학에서 학업 성취도가 저조해질 수 있다.
졸업 및 취업 시장 진입 지연: 갭이어는 일반적으로 졸업 및 취업 시장 진입을 지연시키는데, 이는 빨리 경력을 시작해야 하는 일부 학생들에게는 단점이 될 수 있다. 일부는 이러한 지연이 장기적으로 학생들에게 해를 끼칠 수 있다고 생각한다.

## 국가별

### 오스트레일리아와 뉴질랜드
오스트레일리아인과 뉴질랜드인들은 젊은 나이에 해외로 독립적으로 여행하는 전통을 가지고 있다. 뉴질랜드에서는 이를 "OE(해외 경험(Overseas experience))를 한다"라고 부른다. 때로는 1년으로 제한되기도 하지만, 때때로 오스트레일리아인과 뉴질랜드인들은 더 오랫동안 해외에 머물며 여행 자금을 마련하기 위해 서비스업에서 단기 고용을 하는 경우도 많다. 유럽과 아시아는 갭이어 여행지로 인기가 많다. 오스트레일리아에서는 교환 프로그램과 청소년 복지 혜택이 젊은이들에게 갭이어 동안 여행을 통해 경험을 쌓을 수 있는 많은 기회를 제공한다. 갭이어 협회는 2016년에 장학금과 필요에 따른 보조금 형태로 약 4백만 달러를 제공했다.

### 덴마크
덴마크에서는 1990년대 후반에 고등학교 졸업 후 바로 교육을 계속하는 학생의 비율이 25%까지 떨어졌다. 이러한 감소와 함께 고등학교 졸업 후 10년 이내에 등록하고 졸업하는 학생 수가 증가했다. 또한 데이터에 따르면 덴마크에서는 남성보다 여성이 더 많은 갭이어를 갖는다. 2018년에는 그해 고등학교 졸업생 중 15%만이 졸업 후 바로 학업을 계속하기로 선택하여 사상 최저치를 기록했다.
덴마크는 1년 휴학을 하는 학생 수를 제한하려고 노력했으며, 해외 여행이나 상근직을 위해 학업을 미루는 학생들에게 불이익을 주었다. 2006년에는 예전보다 1년 휴학을 한 학생이 더 적다고 발표되었다. 2009년 4월, 덴마크 정부는 1년 휴학을 하지 않는 학생들에게 보너스를 지급하는 새로운 법안을 제안했다.

### 가나
가나에서는 대부분의 고등학생 졸업자들이 다음 해 8월까지 1년 휴학을 하지만, 이는 의무 사항은 아니다.

### 아일랜드
아일랜드섬의 전환학년(Transition Year)은 주니어 자격증(Junior Certificate)을 취득한 후(즉, 일반적으로 15-16세) 학교 학생들이 선택할 수 있는 과정이다. 보통 선택 사항이며 비학문적 과목에 중점을 둔다.

### 이스라엘
이스라엘에서는 의무 복무를 마친 젊은 성인들이 대학에 진학하거나 상근직을 시작하기 전에 그룹을 지어 해외로 배낭여행 관광을 떠나는 것이 관례이다. (히브리어: טיול אחרי צבא, '군대 후 여행').
이스라엘은 매년 수천 명의 해외 유대인 젊은 성인들에게 인기 있는 갭이어 여행지가 되었다. 매년 마사 이스라엘 여정(Masa Israel Journey) 갭이어에는 10,000명 이상의 참가자가 있다.

### 일본
신졸일괄채용으로 알려진 고용 관행은 졸업 전에 학생들을 직업과 연결시켜주기 때문에 일본에서는 안식년이 매우 이례적이다.
이례적이기는 하지만, 일본에서 갭이어가 완전히 없는 것은 아니다. 일부 학생들은 원래 희망했던 학교에 합격하지 못했을 경우, 진로 또는 진학할 학교를 재조정하거나 재평가하기 위해 1~2년의 갭이어를 갖는다.

### 나이지리아
나이지리아 청소년들은 중등 학교를 마친 후 JAMB 결과를 기다리는 동안 보통 기술이나 직업을 배우거나 다른 학업 프로그램(보충, 학위 전, JUPEB, A-levels, IJMB 등)에 등록하여 대학에 입학할 기회를 늘린다. 일부 학생들은 이 기회를 이용하여 SAT 및 ACT 시험을 치르고 해외 학교에 입학하기도 한다.

### 노르웨이
노르웨이에서는 고등학교와 그 이후의 교육 또는 직업 사이에 갭이어를 갖는 것이 매우 일반적이다. 일부는 노르웨이군의 의무 군 복무의 일환으로 군대에 입대하고, 일부는 폴케회이스콜레(Folkehøyskole, 민중고등학교)에 참여하며, 일부는 여행이나 자원봉사 활동과 함께 고용(일반적으로 계산원이나 웨이터와 같이 정식 교육이 필요 없는 직업)을 병행한다. 스페인, 프랑스, 오스트레일리아와 같은 다른 나라에서 언어를 공부하는 것도 꽤 흔하다.

### 루마니아와 불가리아
일부 학생들이 갭이어 동안 여행하는 방식과 유사하게, 많은 루마니아와 불가리아 학생들은 대신 해외에서 공부하며 최근 몇 년 동안 이를 선택하는 학생 수가 증가하고 있다.

### 남아프리카 공화국
남아프리카 공화국에서는 부유층 계층의 사람들이 1년 휴학을 하는 것이 일반적이다. 학교를 떠난 사람들은 생활 경험을 쌓기 위해 해외로 여행을 가는 경우가 많다. 갭이어 학생들이 생활 경험을 쌓기 위해 케이프타운으로 여행을 가는 것은 드문 일이 아니다. 일반적인 자원봉사 기회로는 동물복지 또는 나무 심기 분야에서 일하는 것이 포함된다.

### 영국
영국에서는 중등 교육을 마친 후 대학에 진학하기 전 7~8개월 동안의 중간 기간으로 여겨지는 갭이어 관행이 1970년대에 발전하기 시작했다. 이 기간은 여행이나 자원봉사를 통해 생활 경험을 쌓는 시기로 여겨졌다. 대학들은 갭이어를 마친 지원자들을 이전 교육을 마치고 바로 대학에 진학하는 지원자들과 동일한 기준으로 환영하는 것으로 보인다.
최근 복리후생 제도의 전면 개편과 유니버설 크레딧(Universal Credit)의 도입으로 인해, 완전한 1년 휴학 없이도 할 수 있는 더 짧은 갭 스타일 경험(자원봉사, 탐험, 강좌, 고용 배치)이 인기를 얻고 있다. 이는 고용에 대한 강조로 인해 갭이어 기간에 대한 제한적인 결정을 내리게 되는 강화된 조건부 규칙을 포함한다.
영국에서 대학 졸업 후 일종의 갭이어는 장교로서의 단기 자원 군 복무였다. 단기 한정 장교 임명(Short Service Limited Commission)은 1970년대 후반 많은 부대에 젊은 장교가 부족할 때 도입되었다. 1999년에는 갭이어 임명(Gap Year Commission)으로 이름이 변경되었으며, 2007년에 중단되었다.

### 미국
미국에서는 "1년 휴학" 관행이 여전히 예외적이지만, 인기를 얻고 있다. 부모들은 고등학교 졸업생들에게 봉사 기회에 집중할 수 있도록 갭이어를 갖도록 장려하기 시작했다. 학교들도 갭이어를 더 지원하기 시작했는데, 특히 하버드 대학교와 프린스턴 대학교는 이제 학생들이 휴학을 하도록 장려하고 있으며, 일부는 심지어 갭이어와 유사한 프로그램을 커리큘럼에 포함시켰다. 많은 고등학교에는 이제 갭이어에 관심 있는 학생들을 위한 전문 상담사가 있다.
최근 미국인들에게 1년 휴학이 다소 흔해졌는데, 주된 이유는 학생들이 학업에 지쳐 자신들의 삶이 자신에게 맞는 방향으로 가고 있는지 확인할 시간을 갖고 싶어 하기 때문이다. 미국 갭 협회(American Gap Association)가 집계한 통계에 따르면 2013년 약 4만 명의 미국인이 안식년 프로그램에 참여했으며, 이는 2006년 이후 거의 20% 증가한 수치이다. 조지타운 대학교, 뉴욕 대학교, 애머스트 칼리지, 프린스턴 대학교, 하버드 대학교, 매사추세츠 공과대학교, 미들베리 칼리지, 데이비드슨 칼리지, 예시바 대학교, 리드 칼리지와 같은 대학들은 학생들이 입학을 연기할 수 있는 공식적인 정책을 가지고 있다.
터프츠 대학교는 1+4 프로그램을 제공하는데, 이는 저소득층 학생들이 학사 학위를 시작하기 전에 1년 동안 해외 또는 미국 내에서 자원봉사를 할 수 있도록 한다. 콜로라도주 볼더에 있는 나로파 대학교(Naropa University)는 갭이어를 4년제 학부 학위에 완전히 통합한 최초의 미국 대학으로, 갭이어를 고려하는 모든 학생에게 재정 지원을 직접 제공한다.
일부 정식 갭이어 프로그램은 3만 달러에 달할 수 있지만, 더 저렴한 대안들이 점점 더 많이 나오고 있으며, 일부는 숙식 제공으로 비용을 절감한다. 예를 들어, 아메리코프스(AmeriCorps) 프로그램인 국립 민간인 봉사단(National Civilian Community Corps)은 18세에서 24세(팀 리더는 나이 제한 없음)의 젊은 성인들에게 국가 및 지역사회 봉사에 10개월 동안 헌신하는 대가로 모든 비용이 지급되는 갭이어(숙식, 식사, 교통비 등)를 제공한다. 아메리코프스 NCCC 회원들은 다양한 팀을 이루어 전국을 여행하며 국립공원 내 길 재건, 자연재해 대응, 소외 계층 청소년 멘토링 등 다양한 업무를 수행한다. 대부분의 아메리코프스 프로그램과 마찬가지로, 봉사자들은 봉사 완료 시 약 6,000달러의 교육 지원금을 받으며, 이는 자격 있는 교육 비용이나 학자금 대출 상환에 사용될 수 있다. 아메리코프스가 제공하는 무비용 모델은 값비싼 갭이어 프로그램의 매력적인 대안이 되는 동시에 납세자의 돈을 활용하여 미국 지역사회를 강화한다.
또한 FEMA Corps와 같은 새로운 연방 파트너십은 전통적인 갭이어 희망자들에게 그들의 경력을 위한 발판이 될 수 있는 몰입적인 전문적이고 팀 빌딩 경험을 제공한다. 학생들이 대학 학비를 감당하는 데 도움이 되도록 고안된 일부 정부 프로그램은 학생들이 갭이어를 갖는 것을 금지한다. 예를 들어, 테네시 프라미스(Tennessee Promise) 프로그램은 학생들이 "졸업 또는 GED 또는 HiSET 졸업장 취득 직후 가을 학기에 T.C.A. § 49-4-708에 정의된 자격 있는 고등 교육 기관에 상근으로 지속적으로 출석해야 한다. 단, 테네시 응용 기술 대학(TCAT)에 등록하는 학생은 가을 학기 전 여름에 등록할 수 있다"고 요구한다. 버락 오바마 전 대통령의 딸인 말리아 오바마는 2017년 가을 하버드 대학교에 입학하기 전에 갭이어를 가졌다. 하버드 대학교와 프린스턴 대학교와 같은 대학들은 학생들이 갭이어를 갖도록 장려하고 있다. 이 휴식 기간은 학생들이 "번아웃"되거나 건강하지 못한 스트레스를 유발하는 방종한 행동에 참여하지 않도록 돕는 데 유용할 수 있다.

### 예멘
예멘에서는 중등 학교(고등학교)와 대학 사이에 갭이어가 의무화되어 있다. 사립 대학에 다니지 않는 한, 중등 학교 졸업 후 1년 동안 기다려야 대학에 지원할 수 있다. 1990년대까지 남성 졸업생은 1년 동안 군 복무를 해야 했고, 여성 졸업생(그리고 건강상의 이유로 군대에 입대할 수 없는 남성)은 학교에서 가르치거나 병원에서 일해야 했다.

## 같이 보기
- 그랜드 투어
- 자원봉사